# Улица Милована Миловановића (Београд)
| МИЛОВАНА МИЛОВАНОВИЋА · улица | МИЛОВАНА МИЛОВАНОВИЋА · улица |
| ----------------------------- | ----------------------------- |
|                               |                               |
| Општина                       | Савски венац                  |
| Почетак                       | Савски трг                    |
| Крај                          | Балканске улица               |
| Дужина                        | 150 m                         |
| Ширина                        | 10 m                          |
| Створена                      | непознато                     |
| Названа                       | 1896                          |
|                               |                               |
|                               |                               |

Улица Милована Миловановића налази се на територији општине Савски венац. Простире се од Савског трга 1, до Балканске улице.

## Име улице
Ова улица је више пута током историје мењала име:
- Словеначка (1928-1930)

Име је добила 1930. године када је названа Милована Миловановића.

## Историја
Милован Миловановић рођен је у Београду 17. фебруара 1863године.  Био је државник, политичар, књижевник и правни писац. Докторирао је у Паризу из области правних наука. Био је професор Велике школе у Београду. Био је један од првака Радикалне странке. Био је министар правде од 1896 до 1897. године, министар привреде 1901. године и министар финансија 1902. године. Од 1907 до 1912. године био је министар иностраних послова.  Преминуо је 18. јуна 1912. године у Београду
Милован Миловановић објавио је више радова из уставног права и дипломатске историје. Био је један од оснивача радикалског часописа Дело.